# 周善祥
周善祥（Kit Armstrong，1992年3月5日—），出生於美國，現為定居於歐洲的古典鋼琴家及作曲家。

## 教育背景
周善祥出生於教育世家，父親為英國人，母親出生於台灣。從小他就在科學、語文和數學的領域裡展現出非凡天賦。即使未曾接觸過鋼琴或其他樂器，他在五歲閱讀百科全書，自學音樂的基本理論。隨後，他開始與馬克·沙利文（Mark Sullivan）和邁克爾·馬丁（Michael Martin）正式學習鋼琴和作曲（1997－2001年）。
周善祥在求學過程中，一直是音樂和科學並行。他五歲起先後就讀於加登格羅夫基督教學校（Garden Grove Christian School，1997－1998年）、阿納海姆基督教學校（Anaheim Discovery Christian School，1998－1999年）、洛斯阿拉蜜投斯髙中和橙縣藝術學校（1999－2001年）。高中期間，他同時在加州州立大學長灘分校選修物理以及查普曼大學選修作曲。
周善祥九歲正式進入美國猶他州立大學攻讀生物、物理、數學以及音樂（2001－2002年）。2003年，他進入柯蒂斯音樂學院向埃莉諾·索科洛夫和克勞德·弗蘭克學習鋼琴，也同時在賓夕法尼亞大學選修化學和數學。2004年周善祥搬到倫敦，繼續在英國皇家音樂學院向本傑明·卡普蘭（Benjamin Kaplan）學習鋼琴，並向保羅·帕特森、克里斯托弗·布朗（Christopher Brown）和加里·卡彭特（Gary Carpenter）等教授學習作曲。同時，他也在帝國學院（2004－2008年）攻讀純數學。
2008年周善祥以優異的成績畢業於倫敦大學的皇家音樂學院，2012年從法國巴黎索邦大學獲得純數學碩士學位。
自從2005年以來，周善祥定期與阿爾弗雷德·布倫德爾學習鋼琴。
2021年，周善祥開始就讀清大電機博士，主要利用kuramoto model研究AI與人類協奏鋼琴音樂。

## 音樂家生涯
八歲時，周善祥首次與長灘巴赫音樂管弦樂團（Long Beach Bach Festival Orchestra）演出巴赫的D小調協奏曲（Bach concerto in D minor, BWV 1052）。目前他已以鋼琴獨奏家的身分與世界許多重要樂團合作，如萊比錫布商大廈管弦樂團、倫敦愛樂管弦樂團、漢堡的北德廣播交響樂團、班堡交響樂團、瑞士法語區管弦樂團、薩爾斯堡莫札特管弦樂團、瑞典室內管弦樂團及巴爾的摩交響樂團 等。與他合作過的指揮家包括艾弗·博爾頓、里卡多·夏伊、湯瑪斯·道斯加德、克里斯托夫·冯·多赫南伊、曼弗雷德·霍內克、查爾斯·馬克拉斯、鲍比·麦克菲林, 長野健及喬納森·諾特等。
周善祥多次在倫敦、巴黎、維也納、佛羅倫薩、威尼斯、巴登-巴登（Baden-Baden）、柏林、多特蒙德、萊比錫、慕尼黑、蘇黎世、日內瓦、博爾扎諾、韋比爾、拉羅克當泰龍、東京、香港、台北以及美國許多重要城市開鋼琴獨奏演唱會。2003年6月施坦威公司150週年慶典上周善祥被邀請在卡內基音樂廳（Carnegie Hall）演出。 2010年, 他的獨奏包括《肖邦練習曲》（Chopin Etudes）、《利蓋蒂練習曲》（Ligeti Etudes）和巴赫的《Inventions and Sinfonias》。2011年為慶祝李斯特·费伦茨誕辰200週年，周善祥演奏了一系列巴赫和李斯特的作品。
室內樂是周善祥重要的音樂活動之一。他經常與安德烈吉·畢洛（Andrej Bielow）和阿德里安·布倫德爾（Adrian Brendel）表演鋼琴三重奏，並與男中音安德烈斯·沃爾夫（Andreas Wolf）演出。
2010年8月周善祥在德國漢堡獲得由已故指揮家雷納德·伯恩斯坦命名的伯恩斯坦藝術成就獎。2011年4月周善祥榮獲德國漢諾威藝術成就獎。
周善祥在作曲比賽得過多次大獎：1999年《雞的鋼琴獨奏曲》（Chicken Sonata）榮獲加州音樂教師學會作曲第一名，2000年 《五行》（Five Elements）榮獲加州音樂教師學會作曲第一名。2001年《五行》也榮獲一萬美元的戴維斯研究獎金（Davidson Fellows Scholarship），2002年《幽靈之夜》（Spooky Night），2003年《轉形》（Transformation），2004年《昆蟲五重奏》（Bug Quintet），2005年《湖邊的鳥》（Birds by the Pond），2011年《單簧管協奏曲》榮獲美國作曲家、作家和發行商協會所頒發的摩登·顧（Morton Gould）獎，2007年《散髮的彼得》（Struwwelpeter）特別獲得夏洛特·卑爾根（Charlotte Bergen）大獎。

## 主要創作

### 鋼琴獨奏
- Miniatures (2012)
- Fantasy on B-A-C-H (2011) – 由Sommerliche Musiktage Hitzacker委聘
- Half of One, Six Dozen of the Other (2010) – 由Till Fellner委聘
- Origami (2010)
- Lenz (2009) – 獻給Senator Gerhard Lenz
- Message in a Cabbage (2008) – 獻給Lady Jill Ritblat
- Reflections (2007)
- Variations on a Theme by Monteverdi (2007)
- Portraits, Theme and Six Variations (2006) – 獻給Lily Safra
- Fantasia and Toccata (2005)
- Sweet Remembrance, Suite in C Minor (2005) – 獻給Mrs Grosser
- A Spooky Night (2002)
- Transformation, Piano Sonata in G Minor (2002)
- Six Short Pieces (2001)
- The Triumph of a Butterfly (2001)
- Homage to Bach (2000)
- A Thunderstorm (2000)
- Chickens in the Spring Time, Theme and 46 Variations (1999)
- Five Elements (1999)
- Chicken Sonata (1998)

### 其他獨奏
- Pursuit, Five Pieces for solo marimba (2004) – 由Pius Cheung委聘

### 二重奏
- Der kranke Mond for violin and cello (2012) – 由Movimentos Festwochen委聘
- Who Stole My Wasabi? for cello and piano (2008) – 由Music at Plush委聘
- Struwwelpeter, Character Pieces for violin and piano (2007)
- Struwwelpeter, Character Pieces for viola and piano (2006) – 由Maria Gouvas委聘
- Viola Sonata in A Minor (2005)

### 三重奏
- Time Flies like an Arrow for violin, cello and piano (2011) – 由Klavier-Festival Ruhr委聘
- Trio for violin, cello and piano (2009) – 由Music at Plush委聘

### 四重奏
- String Quartet (2011) – 由萊比錫布商大廈管弦樂團委聘，慶祝阿爾弗雷德·布倫德爾八十歲生日
- Breaking Symmetry for horn, violin, viola and cello (2008) – 由International Chamber Music Festival The Hague委聘
- String Quartet in D Minor (2005)
- Birds by the Pond, String Quartet in A (2004)
- Forest Scenes, String Quartet in B (2002)
- Millennium, Piano Quartet in C Minor (2000)
- String Quartet in B-flat (2000)

### 五重奏
- Quintet for oboe, clarinet, horn, bassoon and piano (2009) – 由International Chamber Music Festival The Hague委聘
- A Play for piano quintet (2009) – 由Musikkollegium Winterthur委聘
- Landscapes, Piano Quintet in F Minor (2006) – 由International Chamber Music Festival The Hague委聘
- Wind Quintet, Theme and Six Variations (2004)
- Bug Quintet, Piano Quintet in G (2003)
- A Day of Chatting and Playing, Theme and Six Variations for flute, violin, viola, cello and piano (2001)

### 交響曲
- Andante (2012) – 由Musikkollegium Winterthur委聘
- Celebration, Symphony in F (2000)

### 協奏曲
- Concerto for Clarinet and Orchestra (2010) – 由Frankfurter BachKonzerte委聘
- Piano Concerto in F (2005)
- Anticipation, Cello Concerto in G (2003)
- Piano Concerto in D Minor (2001)